# Misión de Concá Fraccionamiento
Misión de Concá Fraccionamiento är en ort i Mexiko.   Den ligger i kommunen Querétaro och delstaten Querétaro Arteaga, i den centrala delen av landet, 190 km nordväst om huvudstaden Mexico City. Misión de Concá Fraccionamiento ligger 1 964 meter över havet och antalet invånare är 285.
Terrängen runt Misión de Concá Fraccionamiento är kuperad åt nordost, men åt sydväst är den platt. Runt Misión de Concá Fraccionamiento är det tätbefolkat, med 849 invånare per kvadratkilometer. Närmaste större samhälle är Santiago de Querétaro, 4,7 km söder om Misión de Concá Fraccionamiento. Runt Misión de Concá Fraccionamiento är det i huvudsak tätbebyggt.